# Bombus pressus
Bombus pressus là một loài Hymenoptera trong họ Apidae. Loài này được Frison mô tả khoa học năm 1935.